# Nyabwanda
Nyabwanda är ett vattendrag i Burundi.   Det ligger i provinsen Gitega, i den centrala delen av landet, 80 km öster om huvudstaden Bujumbura.
Omgivningarna runt Nyabwanda är en mosaik av jordbruksmark och naturlig växtlighet. Runt Nyabwanda är det ganska tätbefolkat, med 192 invånare per kvadratkilometer.